# Repetidor de la Carrasqueta
El Repetidor de la Carrasqueta és un repetidor de comunicacions propietat d'ACPV i ubicat a la serra homònima. Històricament ha sigut utilitzat per a emetre la senyal de Televisió de Catalunya a l'Alcoià-Comtat i les comarques del sud del País Valencià, fins el seu tancament l'any 2007.
Ubicat a Xixona, a prop del Pou de Neu propietat de l'Ajuntament, el repetidor fou precintat i clausurat per la policia el desembre del 2007, tot i que hi hagué un primer intent de tancament el 27 d'abril d'aquell mateix any, impedit per la resistència pacífica de 300 manifestants.
Fou el primer repetidor clausurat dels quatre de la xarxa d'ACPV, que inclouen els repetidors de la Perenxisa, Bartolo i Montdúver.